# Heijmans
Heijmans est une entreprise néerlandaise dans le secteur du bâtiment qui faisait partie de l'indice AMX.

## Historique
- Octobre 2008 : Heijmans vend à Spie sa filiale Heijmans Industrial Services[1]
- 2009 : Heijmans vend à Eiffage sa filiale allemande Heitkamp Rail[2]

## Sources et références
1. ↑  Le groupe SPIE acquiert Heijmans Industrial Services et renforce sa présence aux Pays-Bas
2. ↑  Le Moniteur N°5533 du 11 décembre 2009